# 쑤빙톈
쑤빙톈(중국어: 苏炳添, 1989년 8월 29일 ~ )은 중국의 남자 단거리 육상 선수이다. 주 종목은 100m, 400m 계주이며 실내 60m 종목과 옥외 부문에도 간혹 출전한다.
그는 2015년 미국에서 열린 국제 대회에서 아시아인 최초로 100m를 9초대에 진입한 선수이다. 그의 최고 기록은 100m 9.91초로, 2018년 스페인 마드리드에서 열렸던 IAAF 월드 챌린지에서 세운 겻이다.